# Radio Émotion (Belgique)
 (août 2021).
Si vous disposez d'ouvrages ou d'articles de référence ou si vous connaissez des sites web de qualité traitant du thème abordé ici, merci de compléter l'article en donnant les références utiles à sa vérifiabilité et en les liant à la section « Notes et références ».
Pour les articles homonymes, voir Radio Émotion.
Radio Émotion est une station de radio locale belge qui a été créée en 1982 à Braine-l'Alleud et qui diffuse ses programmes dans la province du Brabant wallon. Radio Émotion offre des programmes musicaux variés, adressés aux adultes de 25 à 70 ans, en diffusant principalement des tubes des années 70,80,90 a nos jours avec de l'information nationale, internationale et régionale.

## Historique
En mai 1982, création de Radio Queen à Braine-l'Alleud. Quelques mois après les équipements sont saisis par la RTT, ancêtre de Proximus, sous prétexte que la radio brouille les fréquences de l'aviation.
En 1989, afin d'éviter des difficultés relationnelles Canal 44 crée une synergie entre les A.S.B.L Queen et Foyer Socio culturel. La radio s'appellera dès lors « Canal 44 la Voix du Foyer ».
En 1996, la radio reprend définitivement son nom officiel de « Canal 44 ».
En juin 2013, Canal 44 laisse sa place à « Radio Émotion » après 31 années d’existence. La fréquence FM reste inchangée.
Début décembre 2014, la radio s'installe dans ses nouveaux locaux de l'hôtel de Ville de Braine-l'Alleud.

## Diffusion des programmes
Jusqu'au 27 janvier 2015, la station émettait depuis Braine-l'Alleud, en modulation de fréquence, en couvrant les communes de Braine-l'Alleud, Waterloo, Lasne et La Hulpe. Depuis cette date, une nouvelle antenne étant active, la couverture est élargie à Nivelles, Wavre, Braine-le-Château et au sud de Bruxelles, notamment.

## Animateurs et émissions
L'équipe qui permet à la station d'animer des émissions se compose d'une dizaine de membres.